# Astochia virgatipes
Astochia virgatipes är en tvåvingeart som först beskrevs av Daniel William Coquillett 1898.  Astochia virgatipes ingår i släktet Astochia och familjen rovflugor. Inga underarter finns listade i Catalogue of Life.